# Registro distribuito
Un registro distribuito o registro condiviso (in inglese distributed ledger oppure shared ledger, o ancora distributed ledger technology o DLT) è una base di dati replicata, condivisa e sincronizzata in rete e diffusa tra più soggetti in molteplici luoghi, nazioni o istituzioni. A differenza di una banca dati centralizzata, non c'è un amministratore centrale.
In alcuni casi, si usa il termine Replicated Journal Technology o RJT, siccome l'informazione è replicata nei nodi che contengono una copia intera dell'informazione e l'informazione nei blocchi è presente in ordine cronologico, più nella forma di un libro giornale (in inglese journal) che di un registro contabile (in inglese ledger).
Al fine di assicurare la replica completa in tutti i nodi, è necessaria una rete peer-to-peer nonché algoritmi di consenso. Una forma di registro distribuito è il sistema della blockchain che può essere sia pubblico sia privato.

## Caratteristiche
I dati del Registro Distribuito sono tipicamente distribuiti su più nodi (dispositivi computazionali) all'interno di una rete peer-to-peer (P2P), dove ciascun nodo replica e salva una copia identica dei dati del registro e si aggiorna indipendentemente dagli altri nodi. Il principale vantaggio di questo modello di elaborazione distribuita è la mancanza di un'autorità centrale, che costituirebbe un punto unico di fallimento. Quando una transazione di aggiornamento del registro viene trasmessa alla rete P2P, ogni nodo distribuito elabora autonomamente una nuova transazione di aggiornamento, e quindi tutti i nodi operativi utilizzano un algoritmo di consenso per determinare la copia corretta del registro aggiornato. Una volta che un consenso è stato raggiunto, tutti gli altri nodi si aggiornano con l'ultima copia corretta del registro aggiornato. La sicurezza è garantita attraverso chiavi crittografiche e firme.

## Applicazioni
Il Registro Distribuito ha trovato applicazioni in vari settori. Nel 2016, alcune banche hanno testato sistemi di registro distribuito per i pagamenti al fine di valutarne l'utilità. Nel 2020, Axoni ha lanciato Veris, una piattaforma di registro distribuito che gestisce transazioni di swap patrimoniali. La piattaforma, utilizzata da BlackRock Inc., Goldman Sachs Group Inc. e Citigroup, Inc., abbinando e riconciliando dati post-negoziazione sugli swap azionari. Un progetto pilota della Monetary Authority of Singapore ha completato le sue prime negoziazioni live utilizzando il DLT nel 2022, coinvolgendo DBS e JP Morgan.

## Tipologie
Nei contesti delle criptovalute, i DLT possono essere categorizzati in base alle loro strutture dati, agli algoritmi di consenso, alle autorizzazioni e alla modalità di estrazione. Le strutture dati dei DLT includono blockchain, grafi aciclici diretti (DAG) e strutture dati ibride. Gli algoritmi di consenso dei DLT includono algoritmi di proof-of-work (PoW) e proof-of-stake (PoS) e algoritmi di consenso e votazione DAG. I DLT sono generalmente autorizzati (privati) o senza autorizzazione (pubblici). Le criptovalute PoW sono generalmente 'estratte' o 'non estratte', dove quest'ultima indica tipicamente criptovalute 'pre-estratte', come XRP o IOTA. Le criptovalute PoS non utilizzano minatori, ma si basano sulla convalida tra i proprietari della criptovaluta.
Le blockchain sono il tipo più comune di DLT, utilizzando un algoritmo hash sicuro a 256 bit (SHA). I DLT basati su strutture dati DAG o ibridi blockchain-DAG riducono le dimensioni dei dati delle transazioni e i costi delle transazioni, aumentando la velocità delle transazioni rispetto a Bitcoin, la prima criptovaluta. Esempi di criptovalute DLT basate su DAG includono MIOTA (IOTA Tangle DLT) e HBAR (Hedera Hashgraph, un DLT brevettato).